# 阿尔楚尔之战

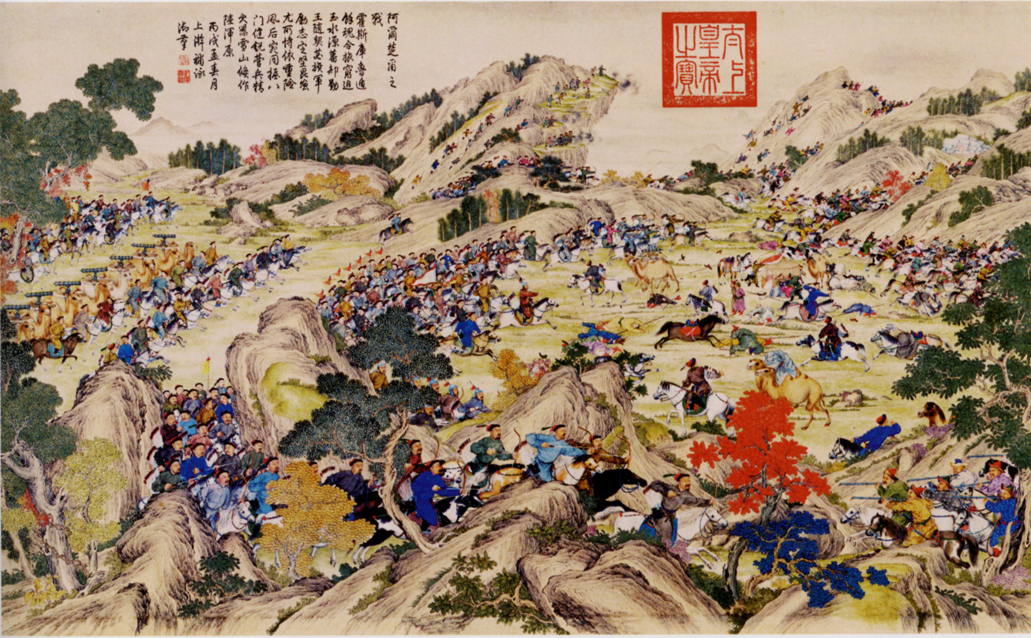
阿尔楚尔之战

阿尔楚尔之战，清高宗乾隆二十四年（1759年）七月，在平定回部之战中，清军在阿尔楚尔河(今日贡特河上游)追歼大小和卓军的作战。
乾隆二十四年（1759年）六月，清军分别占领叶尔羌（今新疆莎车），喀什噶尔（今新疆喀什）大小和卓退往巴达克山。定边将军兆惠留守，派定边右副将军富德等部追击。七月初七日，富德、明瑞、阿里衮三部清军，共四千人，于阿尔楚尔追击大和卓波罗尼都、小和卓霍集占。霍集占将六千精锐埋伏在山谷口，再派弱兵引诱清军。被清军识破，富德率火器营、健锐营居中，明瑞、阿桂为左翼，阿里衮、巴禄为右翼，奇兵二队打头，援兵二队殿后，顺序前进。奇兵先夺占左、右两座山峰，由上俯冲；以和卓軍阵乱，正面清军猛攻，歼灭敌军一千余人，霍集占骁将阿布都被斩。